# 笑って許して!!
『笑って許して!!』（わらってゆるして）は、1985年10月15日から1986年9月17日まで日本テレビ系列局で放送されていた日本テレビ制作のクイズ番組である。それ以前にも1983年10月18日から1985年1月8日まで『クイズ笑って許して!』と題して放送されていた。
以後、本項では『クイズ笑って許して!』を第1期、『笑って許して!!』を第2期と表記する。

## 概要
道行く一般人が芸能人への意見を述べるVTRを解答者が見て、その芸能人の名前を当てていたクイズ番組。1989年から1996年まで同系列局で放送されていた『どちら様も!!笑ってヨロシク』と1996年7月3日から放送されている『1億人の大質問!?笑ってコラえて!』の源流となった番組である。

## 放送時間
いずれも日本標準時。第1期と第2期の水曜時代においては、プロ野球ナイター中継がある週には放送を休止していた。
- 火曜 19:00 - 19:30 （第1期、1983年10月18日 - 1985年1月8日）
- 火曜 19:00 - 19:30 （第2期、1985年10月15日 - 1986年3月25日）
- 水曜 19:00 - 19:30 （第2期、1986年4月23日 - 1986年9月17日）

## 出演者

### 司会
- 所ジョージ
- うつみ宮土理

### 解答者
- 1枠＝長門裕之 → 鈴木清順
- 2枠＝大橋ひろみ（大橋巨泉の姪） → 堀ちえみ
- 3枠＝ゲスト
- 4枠＝ゲスト
- 5枠＝スペシャルゲスト

### アシスタント
- 福田直代 他1名

## ルール
- 1問目はスペシャルゲストを当てるクイズ。解答席4枠の左側に衝立が立てられ、スペシャルゲストが登場する。スペシャルゲストについて「あなたはこの方をどう思いますか」という形で街頭インタビューして出てきた回答の様子を収めたVTRが流れ、そこから推理してスペシャルゲストを当てる。たまに、「もし○○さんが自分の赤ちゃんだったらどうしますか?」や「もし○○さんが家族の一員だったらどうしますか?」など、もしも形式のインタビューもあった。正解が出たら衝立が戻る。スペシャルゲストは2問目以降は解答者として参加（左端の5枠の席に着く）。

2問目以降も同様に、答えとなる人物について街頭インタビューをしたところからその人物を当てるVTR問題であり、正解を視聴者と会場に似顔絵で発表する（場合によっては会場のみで発表を行い、放送上では「?」と表示）。
なお、正解者の席にはその問題の正解である人物の似顔絵が描かれたパネルが置かれる。
稀に、正解となる「この方」がスタジオの解答者で、当人にもそれが知らされないままVTRが進行したこともあった（これは後の『笑ってヨロシク』でも行われた）。2問目でもスペシャルゲストクイズが出題されたこともあった。スペシャルゲストとしてウルトラマンやラクダなどの動物が登場することもあった。
- 誤答すると赤い「×」が出て、解答者は1回休みとなる。
- 1984年4月の改編からはトップ賞クイズが新設され、トップの解答者はそのクイズに正解しないと賞品がもらえなくなった。トップ賞クイズの街角インタビューは「○○と聞いて何を連想しますか」という形になる。
  - さらにこの時期からは、「本人引き回しVTR」が時々登場するようになった。これは、答えとなる本人が後ろから現れ（稀に、スタッフの1人に偽装するという例もあった）、インタビューされた人を驚かせるというもの（これも『笑ってヨロシク』でも時々行われた ） 。

## 『笑ってヨロシク』との違い
街頭インタビューによる問題がほとんどで、『笑ってヨロシク』のように笑いを取る目的でのおふざけ・ギャグ的な問題はあまりなかった。スペシャルゲストクイズをはじめとする芸能人についての街頭インタビューは、現在では放送しないような直接的な悪口が主になっていた。またVTRスタート時（再スタート時も含む）では、手をひねる動作と共に「VTR、回転!」とコールしていた（『笑ってヨロシク』では最初のVTRスタート時には「どちら様も!!笑ってヨロシク」、または「笑ってヨロシク」とコール） 。この「VTR、回転!」のコールは有名となり、後に他の番組でもこのコールをギャグ的にまねる例が多々見られる。
オープニングの口上は（所）「人の意見は十人十色」（うつみ）「あなたの本音が主役です」（所）「クイズ」（所・うつみ）「笑って許して!!」。エンディングでは、（うつみ）「今回も随分と失礼な意見が出ましたけども、これもすべて天の声、地の声、人の声と思って、笑って」（所・うつみ）「お許し下さい」のセリフで番組を締めていた。

## スタッフ
- プロデューサー：広田光生、室川治久、加藤敏男
- 演出：小杉善信、吉川圭三、高木章雄
- 構成：川上伸一、北畠良
- 制作協力：日企
- 製作著作：日本テレビ

## 備考
- 山形県では、当時フジテレビ系列に属していた山形テレビが第1期を放送し、当時日本テレビ系列とテレビ朝日系列のクロスネット局だった山形放送が水曜時代の第2期を放送していたが、火曜時代の第2期に関してはどちらもネットしていなかった。
- 火曜時代の第2期の放送期間、青森放送、山形放送、北日本放送、福井放送、日本海テレビ、山口放送、四国放送はこの時間には当番組を放送せず、この時間にテレビ朝日系列のクイズタイムショックを放送していた。
- 放送曜日の変更後、番組の跡地である火曜19:00枠はネットワークセールス枠からローカルセールスのアニメ枠へ転換された。
- 番組終了直後の1986年10月6日から1987年3月22日まで、関東地区では月曜17:00 - 17:30に第1・2期から何本かを選んで再放送した[2]。番組冒頭とエンドカードに描かれた番組タイトルは第2期バージョンを使用したが、再放送でのタイトルは変更はなかった。また番組内の提供コメントや、エンディング直前の所の台詞「あなたの前にカメラが来たら答えてほしい」はカットされた。